# Turks- és Caicos-szigeteki labdarúgó-szövetség
Az Turks- és Caicos-szigeteki labdarúgó-szövetség (angolul: Turks and Caicos Islands Football Association) a Turks- és Caicos-szigetek nemzeti labdarúgó-szövetsége. 1996-ban alapították. A szövetség szervezi az Turks- és Caicos-szigeteki labdarúgó-bajnokságot, működteti az Turks- és Caicos-szigeteki labdarúgó-válogatottat. 